# Крымкор
Крымкор — опустевшая деревня в составе Чердынского городского округа Пермского края.

## Географическое положение
Деревня расположена на правом берегу Колвы в 1 километрах на север от центра городского округа города Чердынь.

## Климат
Климат умеренно-континентальный с продолжительной холодной и снежной зимой и коротким летом. Снежный покров удерживается 170—190 дней. Средняя высота снежного покрова составляет более 70 см, в лесу около 1 метра. В лесу снег сохраняется до конца мая. Продолжительность безморозного периода примерно 110 дней.

## История
До января 2020 года входила в Покчинское сельское поселение Чердынского района до его упразднения, ныне рядовой населенный пункт Чердынского городского округа без населения.

## Население
Постоянное население было 2 человека (2002), все русские. В 2010 году постоянное население не учтено. 